# Узел в три полуоборота
В теории узлов узел в три полуоборота — это скрученный узел с тремя полуоборотами. Узел перечислен как 52 в списке Александера — Бриггса и является одним из двух узлов с
числом пересечений пять, другой узел — «лапчатка».
Узел является простым и обратимым, но не ахиральным. Его многочлен Александера равен
{\displaystyle \Delta (t)=2t-3+2t^{-1},}
многочлен Конвея равен
{\displaystyle \nabla (z)=2z^{2}+1,}
а многочлен Джонса
{\displaystyle V(q)=q^{-1}-q^{-2}+2q^{-3}-q^{-4}+q^{-5}-q^{-6}}.
Поскольку многочлен Александера не нормирован, узел в три полуоборота не является расслоённым.
Узел в три полуоборота является гиперболическим с дополнением, имеющим объём примерно 2,82812.
При разрезании математического узла получается бытовой узел девятка.